# Lliga espanyola de bàsquet femenina 1971-1972
La Primera Divisió femenina de bàsquet 1971-72 fou la novena edició de la Lliga espanyola de bàsquet. Se celebrà des del 17 d'octubre de 1971 fins al 26 de març de 1972 i fou organitzada per la Federació Espanyola de Basquetbol. Hi competiren dotze clubs, amb la participació de quattre equips de l'àmbit catalanoparlant,  l'Ignis Mataró, el Picadero Damm, el CREFF de Girona i el San José Dimar. Es disputà en format de lliga regular a doble volta, amb un total de vint-i-dues jornades. El primer classificat fou declarat campió de Lliga i tingué dret a participar en la Copa d'Europa de la temporada següent.
Es proclamà campió l'Ignis Mataró, que aconseguí el seu primer campionat de Primera Divisió.

## Clubs participants
- Águilas Schweppes
- Celta de Vigo
- CREFF de Girona
- CREFF de Madrid
- Ignis Mataró
- Medina Almudena
- Medina La Coruña
- Medina Madrid
- Picadero Damm
- San José Dimar
- GE Standard
- Tabaquero La Coruña

## Taula de resultats
| Casa \ Fora         | AGU   | CEL   | CGI   | CMA   | MAT   | ALM   | COR   | MAD   | PIC   | SJD   | STA   | TAB   |
| ------------------- | ----- | ----- | ----- | ----- | ----- | ----- | ----- | ----- | ----- | ----- | ----- | ----- |
| Águilas Schweppes   | —     | 59–49 | 34–30 | 32–45 | 54–53 | 32–34 | 45–45 | 33–28 | 36–49 | 63–42 | 27–27 | 40–39 |
| Celta de Vigo       | 43–21 | —     | 59–42 | 40–37 | 33–43 | 58–37 | 58–30 | 49–40 | 40–41 | 46–45 | 52–37 | 36–39 |
| CREFF de Girona     | 31–29 | 57–45 | —     | 43–42 | 48–49 | 55–39 | 56–39 | 61–35 | 46–58 | 54–38 | 48–38 | 25–67 |
| CREFF de Madrid     | 36–23 | 73–44 | 59–30 | —     | 45–47 | 68–31 | 83–28 | 58–41 | 26–41 | 59–44 | 64–28 | 44–43 |
| Ignis Mataró        | 56–16 | 77–49 | 88–35 | 57–45 | —     | 60–31 | 80–28 | 81–26 | 48–38 | 56–39 | 49–32 | 75–44 |
| Medina Almudena     | 32–33 | 55–51 | 40–54 | 29–44 | 42–61 | —     | 67–41 | 38–40 | 26–43 | 39–45 | 30–41 | 42–51 |
| Medina La Corunya   | 27–41 | 40–54 | 45–65 | 29–62 | 37–57 | 46–40 | —     | 33–38 | 41–62 | 40–54 | 59–53 | 39–46 |
| Medina Madrid       | 34–46 | 46–48 | 53–43 | 40–61 | 41–60 | 42–42 | 38–48 | —     | 18–47 | 56–36 | 58–51 | 53–49 |
| Picadero Damm       | 63–28 | 62–43 | 52–46 | 34–32 | 45–55 | 52–36 | 43–37 | 48–27 | —     | 64–26 | 44–24 | 44–31 |
| San José Dimar      | 51–38 | 55–38 | 36–30 | 40–37 | 36–50 | 37–39 | 43–40 | 46–43 | 27–33 | —     | 41–38 | 36–54 |
| GE Standard         | 35–45 | 36–43 | 42–31 | 22–54 | 33–53 | 39–39 | 38–39 | 42–42 | 23–40 | 36–27 | —     | 42–41 |
| Tabaquero La Coruña | 58–36 | 89–51 | 31–39 | 68–51 | 74–78 | 72–46 | 70–39 | 77–41 | 41–28 | 72–54 | 63–37 | —     |

## Classificació final
| Pos | Equip                 | PJ | PG | PE | PP | PF   | PC   | DP   | Pts | Classificació o descens             |
| --- | --------------------- | -- | -- | -- | -- | ---- | ---- | ---- | --- | ----------------------------------- |
| 1   | Ignis Mataró          | 22 | 21 | 0  | 1  | 1303 | 856  | +447 | 42  | Classificat per la Copa d'Europa    |
| 2   | Picadero Damm         | 22 | 19 | 0  | 3  | 1016 | 737  | +279 | 38  |                                     |
| 3   | Tabacalera La Corunya | 22 | 15 | 0  | 7  | 1269 | 986  | +283 | 30  |                                     |
| 4   | CREFF Madrid          | 22 | 14 | 0  | 8  | 1127 | 834  | +293 | 28  | Classificat per la Copa Ronchetti   |
| 5   | Celta de Vigo         | 22 | 11 | 0  | 11 | 1029 | 1061 | −32  | 22  |                                     |
| 6   | Águilas Schweppes     | 22 | 10 | 2  | 10 | 811  | 907  | −96  | 22  |                                     |
| 7   | CREFF de Girona       | 22 | 10 | 0  | 12 | 969  | 1068 | −99  | 20  |                                     |
| 8   | San José Dimar        | 22 | 9  | 0  | 13 | 898  | 1025 | −127 | 18  | Disputen la promoció de permanència |
| 9   | Medina Madrid         | 22 | 6  | 2  | 14 | 880  | 1099 | −219 | 14  | Disputen la promoció de permanència |
| 10  | GE Standard           | 22 | 4  | 3  | 15 | 794  | 989  | −195 | 11  | Disputen la promoció de permanència |
| 11  | Medina Almudena       | 22 | 4  | 2  | 16 | 854  | 1065 | −211 | 10  | Disputen la promoció de permanència |
| 12  | Medina La Corunya     | 22 | 4  | 1  | 17 | 850  | 1193 | −343 | 9   | Descendeix a Segona Divisió         |

| Campió de la Lliga espanyola de bàsquet 1971-72 |
| ----------------------------------------------- |
| Ignis Mataró Primer títol                       |

## Promoció de permanència
| Equip 1              | Global  | Equip 2         | Anada | Tornada |
| -------------------- | ------- | --------------- | ----- | ------- |
| Medina Magisteri     | 101-113 | San José Dimar  | 62-53 | 39-60   |
| Medina Madrid        | 95-74   | Medina València | 54-42 | 41-32   |
| Medina San Sebastián | 77-99   | GE Standard     | 38-53 | 39-46   |
| Hispano Francés      | 74-87   | Medina Almudena | 44-42 | 30-45   |